# Affaire Benefic
L'Affaire Bénéfic est une affaire financière française.
Bénéfic est un fonds d'investissement géré par La Poste, qui a convaincu plus de 300 000 personnes d'y souscrire (70 % d'entre elles étaient titulaires d'un PEA), pour un montant total de plus de 1,5 milliard d'euros. Ce fonds a perdu une partie du capital des épargnants.
L'Autorité des Marchés Financiers a diligenté une enquête en 2003, qui s'est conclue, en février 2006, par une absence de responsabilité de La Poste pour « 8,25 % de la collecte totale », le reste étant prescrit.
Cependant, le tribunal de commerce de Paris a condamné La Poste à dédommager quelques personnes, ainsi que les associations de consommateurs, au motif que les dépliants publicitaires étaient trompeurs et de nature à induire en erreur les particuliers,.
Par cinq arrêts rendus le même jour, le 19 septembre 2006, la chambre commerciale de la Cour de cassation française a estimé cependant que les premiers juges avaient violé l'article du Code civil qui prévoit l'obligation de conseil, en estimant que l'information donnée aux particuliers souscripteurs n'était pas « incomplète, inexacte ou trompeuse ».